# Verlag F. W. Cordier

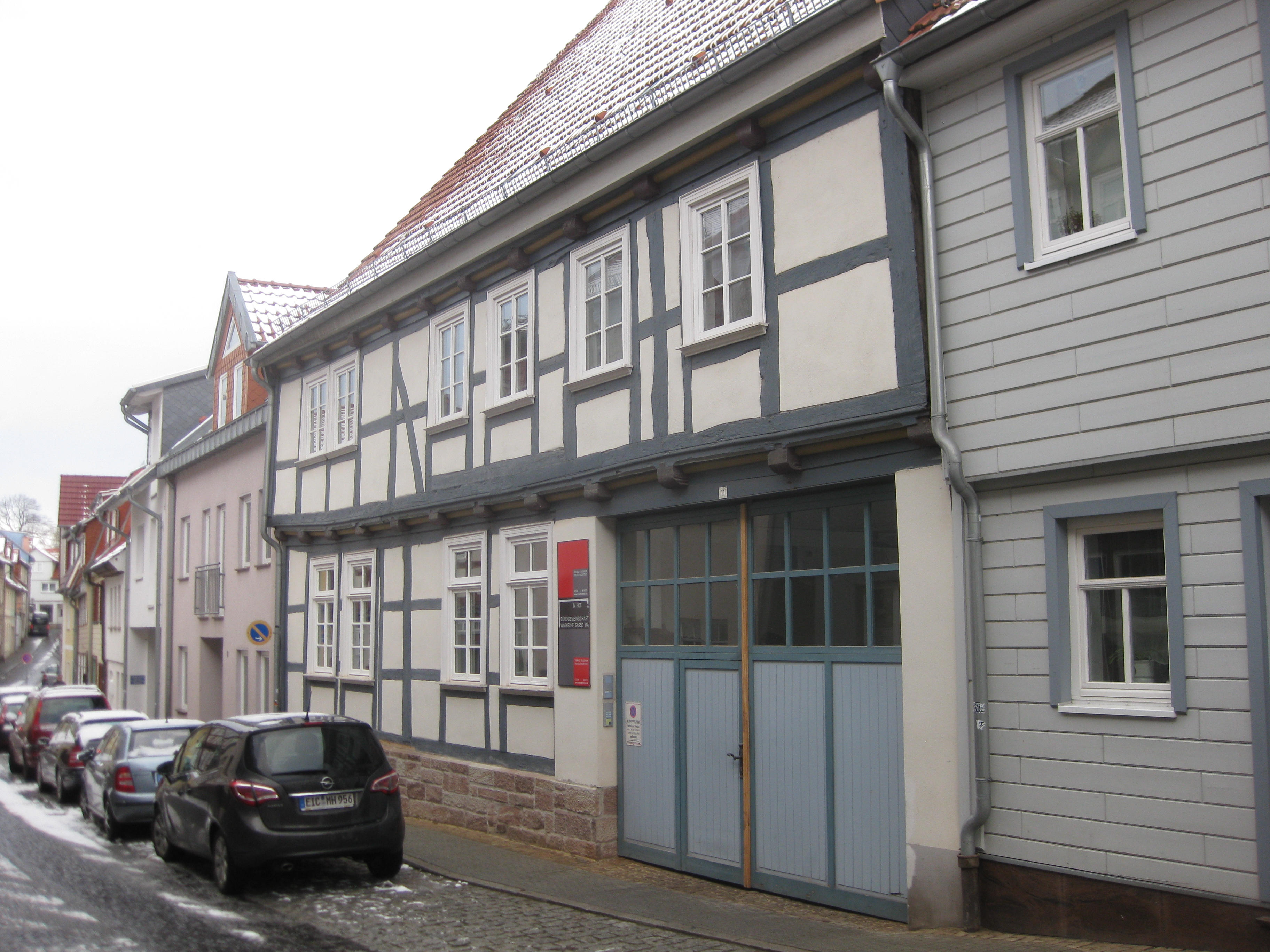
Ehemaliges Verlagshaus in der Windischen Gasse in Heiligenstadt

Der Verlag F. W. Cordier ist ein Druck- und Verlagshaus mit Sitz in Heilbad Heiligenstadt in Thüringen. Er besteht seit 1819.

## Geschichte
1819–1944
Gegründet wurde das Unternehmen 1819 von Johann Friedrich Cordier in Heiligenstadt mit dem Kauf der ortsansässigen Druckerei Dölle. Erste Publikationen waren das Eichsfelder Unterhaltungsblatt und die Eichsfelder Völksblätter. 1846 erfolgte eine neue Gründung. 1894 erfolgte der Neubau eines größeren Druckereigebäudes. Die Inhaber erhielten verschiedene bischöfliche und päpstliche Orden und Ehrungen. Der Erste Weltkrieg, die Nazizeit und der Zweite Weltkrieg brachten zahlreiche Beschränkungen.
1947–1990

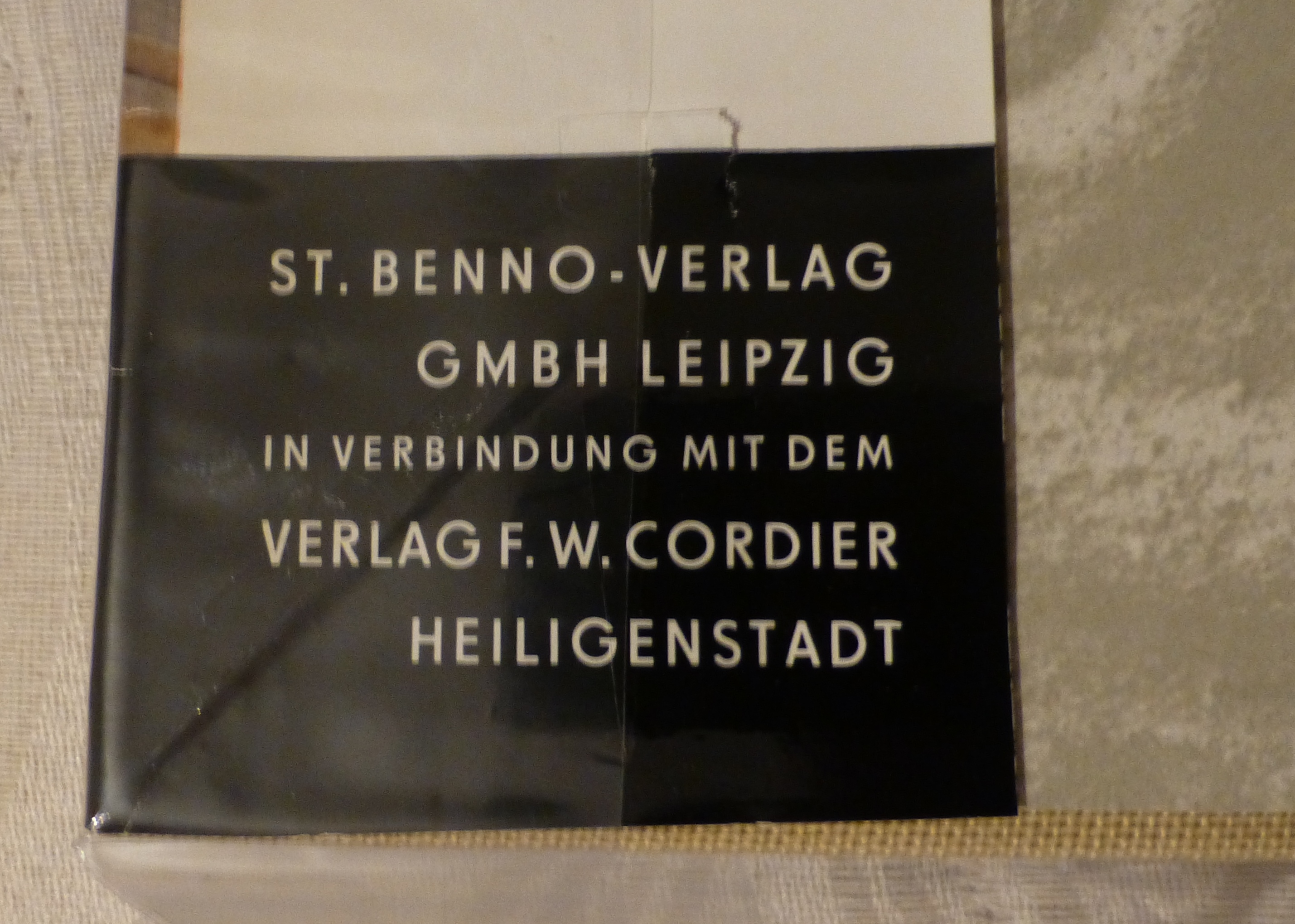
Verlagsangaben in einem Buch im Jahr 1967

Seit etwa 1948 wurden wieder erste Publikationen veröffentlicht.
Am 8. Dezember 1951 wurde der Verlag F. W. Cordier formal an den neuen katholischen St. Benno Verlag in Leipzig angeschlossen, er behielt aber ein eigenständiges Publikationsprogramm und den Sitz in Heiligenstadt. Er war unter anderem  für die Herausgabe amtlicher Papiere der katholischen Kirche in der DDR zuständig.
Am 1. April 1974 wurde der Verlag vollständig in den St. Benno Verlag eingegliedert. Er veröffentlichte nun immer mit der ergänzenden Angabe St. Benno.
Die Druckerei wurde an den  Union Verlag Berlin der CDU als  Eichsfelddruck gegeben.
Seit 1991
1991 wurde der Betrieb wieder reprivatisiert. Mit dem Umzug an einen neuen Standort im Gewerbegebiet an der A 38 wurde die Druckerei geschlossen.

## Publikationen

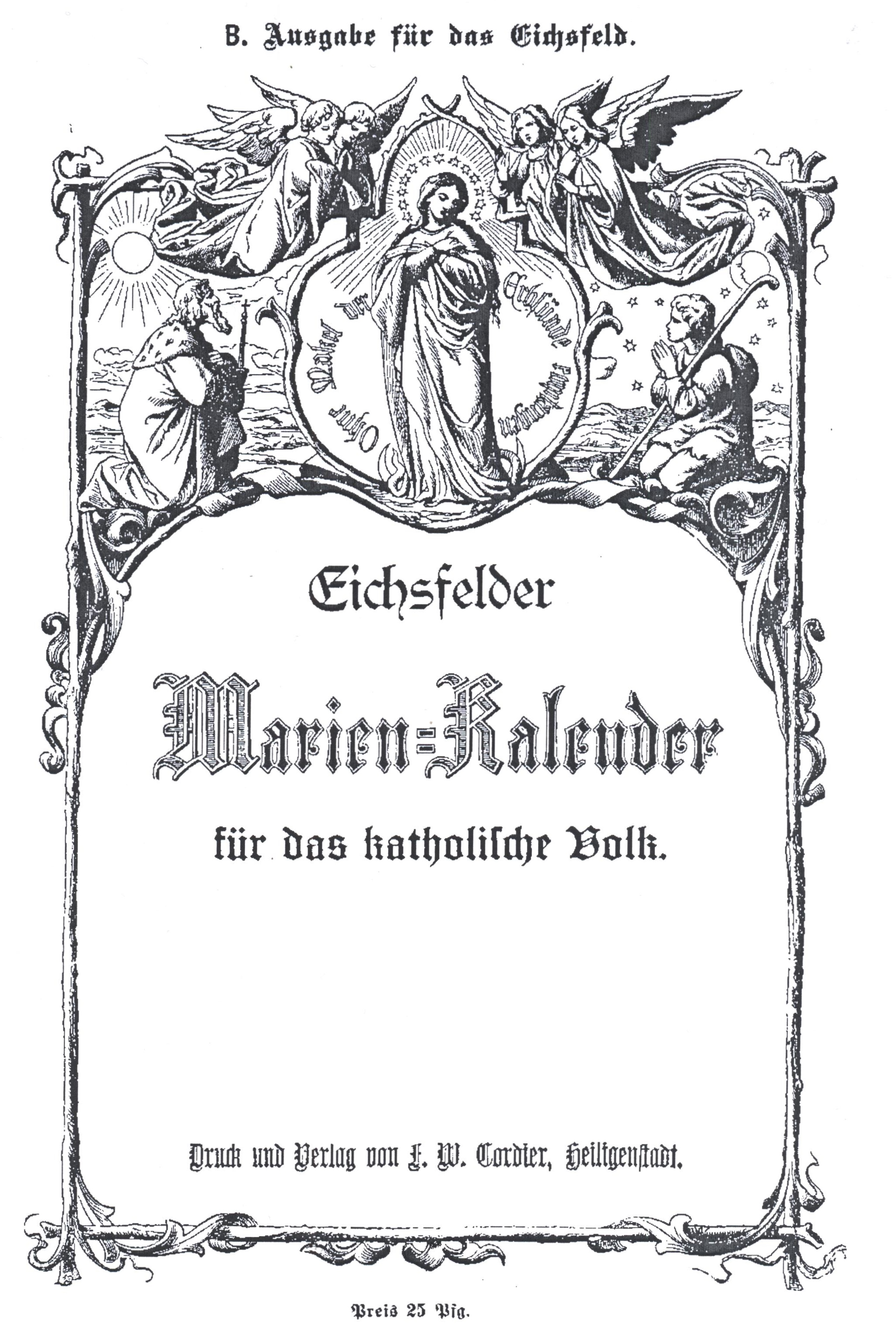
Eichsfelder Marien-Kalender, 1893

Im Cordier Verlag erschienen und erscheinen vor allem katholische  Literatur und Heimatliteratur des Eichsfeldes. Die Druckerei stellte außerdem regionale Druckerzeugnisse für Geschäftskunden her.
Kalender und Hefte
- Eichsfelder Marien-Kalender
- Eichsfelder Heimathefte

Zeitungen und Zeitschriften
- Eichsfelder Unterhaltungsblatt, erste Zeitschrift
- Eichsfelder Völksblätter, zweite Zeitschrift
- Eichsfeldischer Bauer, seit 1883
- Eichsfeldia, seit 1884
- Edelsteine, seit 1890
- Eichsfeldischer Generalanzeiger, seit 1891
- Jahrbuch für mitteldeutsche Kirchen- und Ordensgeschichte seit 2005
- Eichsfeld-Journal, seit 2022

Autoren
Zu den Autoren im Cordier-Verlag gehörten Hugo Aufderbeck, Konrad Hentrich, Johann Vinzenz Wolf, Hermann Iseke und der bekannte Theologe Karl Rahner. Texte von Karl May wurden in den Eichsfelder Marien-Kalendern abgedruckt. Aktuelle Autoren sind Torsten W. Müller, Arno Wand und weitere.